# Sankt Franciskus av Assisi-kyrkan, Mažeikiai
Sankt Franciskus av Assisi-kyrkan (litauiska: Mažeikių šv. Pranciškaus Asyžiečio bažnyčia) är en romersk-katolsk kyrka Mažeikiai i stiftet Telšiai.
År 1992 bestämde sig en grupp att uppföra en andra katolsk kyrka i staden Mažeikiai och året därpå valdes en plats för kyrkan.
Den första mässan firades av Antanas Vaičius, biskop av Telšiai.